# Edgar Honetschläger
Edgar Honetschläger (Linz, 1967) è un regista e sceneggiatore austriaco.

## Biografia
Artista cosmopolita, ha vissuto a New York, Roma, Palermo, Brasilia, San Paolo, San Francisco e Tokyo; il suo amore per il viaggio ha da sempre influenzato il suo percorso artistico. Nel suo lavoro passa dal disegno e dalla pittura alla fotografia, realizza installazioni, performance e film, insieme a progetti indipendenti come Chickens Suit, una linea di abbigliamento per polli, ideata nel 2005 insieme a Wilhelm Mahringer, in risposta all'Expo 2005. L'inutilità di questo gadget è, per l'artista, espressione di anticapitalismo.
Quest'ampia produzione non manca tuttavia di una chiara coerenza interna, avendo come denominatore comune delle sue opere l'individualismo e la celebrazione delle differenze culturali, due temi fondamentali per l'artista. "La diversità è una necessità e cercare di negarla costituisce una minaccia per la bellezza della pluralità di linguaggi e opinioni, per la diversità dei mezzi di espressione e dei modi di affrontare la vita". Le sue immagini traducono la curiosità verso l'altro in un costante interrogarsi. E anche il suo lavoro da regista si inscrive in questa dinamica. Del suo primo lungometraggio, Milk, uscito nel 1997, il critico statunitense Donald Richie ha scritto: "Milk evoca atteggiamenti e (…) idee, che riguardano tutte un elemento di coesione potente del nostro tempo: la nostra amica alienazione (vedi Antonioni per una trattazione più densa), resa certo inoffensiva e quasi un gioco, ma comunque alienazione". Edgar Honetschläger ha partecipato a numerose mostre, individuali o collettive, e tra queste Documenta X a Kassel (Germania) nel 1997, a cura di Catherine David. Le sue opere cinematografiche sono state presentate in anteprima alla Berlinale, al Festival Internazionale di Rotterdam e anche alla Viennale, il festival del film austriaco. Vive tra Tokyo e Vienna, dove dirige il COM Institute (a Tokyo) e l'EDOKO Institute Film Production (a Vienna).
Nel 2018 fonda l'associazione ambientalista senza scopo di lucro gobugsgo.org.
Honetschläger attualmente vive tra Vienna e Napoli.

## Filmografia
- Sequences (1991), cortometraggio
- Gadgets (1994), cortometraggio
- HCN MIAU (1995), spot pubblicitario per la ditta Humanic
- 97-(13+1) (1996), cortometraggio
- Milk (1997), lungometraggio
- Randzonen (1999), spot per il cinema
- Sardines (1999), Scénario per Susan Landau Finch
- Colors= the history of chocolate, Masaccio, In Times of Emergency (2000), Trilogia
- L+R (2000), film d'essai
- Isola Farnese (2001), cortometraggio
- Enduring Freedom (2002), Film per internet
- George in Hollywood (2002), cortometraggio
- Il mare e la torta (2003), film d'essai
- Erni (2005), cortometraggio
- Beijing Holiday (2006), cortometraggio
- Sugar&Ice (2008), cortometraggio
- Aun (2010), lungometraggio
- Omsch (2013), lungometraggio
- Los Feliz (2016), lungometraggio
- Le formiche di Mida (2023), lungometraggio

## Mostre
- 1990: Palais Wittgenstein - Vienna
- 1991: MJS Books and Graphics - New York
- 1992: Kunst Raum - Stoccarda; Institut Culturel Autrichien - New York; Galerie Asacloth - Tokyo
- 1993: Galerie Hosomi - Tokyo; Galerie SAI - Osaka
- 1994: Sagacho Exhibit Space - Tokyo
- 1997: Documenta X - Kassel (Germania); Griffin Contemporary Exhibitions - Los Angeles; Art Basel - Bâle (Svizzera)
- 2000: Kunsthalle Vienna, Kunsthalle Krems, FIAC - Parigi
- 2001: Landesgalerie am Oberösterreichischen Landesmuseum - Linz; Steirischer Herbst - Graz; Triennale di Milano
- 2002: Kunsthallen Brandts - Odense (Danimarca)
- 2004: Galerie Charim - Vienna
- 2005: Esposizione Universale del 2005 - Aichi (Giappone); Hangar 7 - Salisburgo (Austria)
- 2006: Hammer Museum - Los Angeles; Aarhus Art Building (Danimarca)
- 2007: National Palace Museum (Taiwan); Institut Ursula Blickle - Kraichtal (Germania)
- 2008: Wien Museum; Austrian National Library - Vienna
- 2009: Lentos Linz; Kunsthalle Krems; Casino Luxembourg - Forum d'art contemporain (Lussemburgo)
- 2010 MUDAM Lussemburgo; Casino Luxembourg
- 2011 Charim Galerie, Vienna; Oberösterreichische Landesgalerie; Rupertinum Salzburg
- 2012 Bambin Art Gallery, Tokio
- 2013 Kunstforum Montafon; Museum Kunst der Westkünste, Germany; Belvedere 21, Vienna; TBA 21, Wien; Steinbrener/Dempf, Wien
- 2014 Vienna Art Week; Traklhaus Salzburg; Vienna Parkfair
- 2016 Belvedere 21, Wien; Museo d'Arte Contemporanea di Roma
- 2018 Kunsthalle Wien; Charim Galerie, Wien
- 2019 Forum Stadtpark Graz; Oberösterreichische Landesgalerie; Museum der Moderne Salzburg
- 2010 MUDAM Luxembourg; Casino Luxembourg
- 2011 Charim Galerie, Vienna; Oberösterreichische Landesgalerie; Rupertinum Salzburg
- 2012 Bambin Art Gallery, Tokyo
- 2013 Kunstforum Montafon; Museum Kunst der Westkünste, Germany; Belvedere 21, Vienna; TBA 21, Wien; Steinbrener/Dempf, Wien
- 2014 Vienna Art Week; Traklhaus Salzburg; Vienna Parkfair
- 2016 Belvedere 21, Wien; Museo d'Arte Contemporanea di Roma
- 2018 Kunsthalle Wien; Charim Galerie, Wien
- 2019 Forum Stadtpark Graz; Oberösterreichische Landesgalerie; Museum der Moderne Salzburg

## Progetti futuri
Honetschläger lavora attualmente al lungometraggio dal titolo AUN, che propone un ritratto del mondo fra dodici milioni di anni.